# Barriers of Society
Barriers of Society er en amerikansk stumfilm fra 1916 af Lloyd B. Carleton.

## Medvirkende
- Dorothy Davenport som Martha Gorham.
- Emory Johnson som Westie Phillips.
- Richard Morris som Harry Arnold.
- Fred Montague som Silas Gorham.
- Alfred Allen som John Phillips.